# Szent Ilona pálos kolostor (Zengg)
A Szent Ilona pálos kolostor (horvátul:  Pavlinski samostan sv. Jelene) egy kolostorrom Horvátországban, a Lika-Zengg megyében fekvő Zengghez tartozó Vlaška-öbölben.

## Fekvése
A romok a Zengg melletti Vlaška draga nevű öbölben, a tengerparthoz közel találhatók.

## Története
A vlaškai Szent Ilona kolostort 1390-ben alapította Radovan kanonok, zenggi főesperes a kis Szent Ilona templom mellett, amelyet apja, Luka építtetett. Ezt követően a kolostor a vegliai Frangepán grófoktól több adománnyal és birtokkal gazdagodott. A szerzetesi élet 1504-ig zavartalanul működött, ekkor azonban a fokozódó török támadások hatására a pálos szerzetesek elhagyták. Az épületek anyagát több, a város falain kívül eső épülettel együtt a Nehaj-vár építéséhez használták fel.

## Leírása
Kolostor és templomának romjai Zenggtől északra, a Vlaška draga nevű öbölben találhatók. Mára a tengerparton fekvő romokat benőtte a fű és a tövis. A falak nagy része a kolostor templomából maradt meg, míg a kolostor helyén teraszok találhatók, melyeket kőfalak maradványai vesznek körül. A kolostor kisméretű, szerény kivitelezésű épület volt, teljes alaprajzi mérete a templom nélkül 21-szer 21 méter volt. A kerengő szabadon álló része 6-szor 10 méteres volt, de nem világos, hogy a fedett rész hogyan nézett ki. Körbeért-e az épület négy oldala körül, vagy csak részben volt megépítve. Falai nem voltak nagyon vastagok. 
A templom a kolostor déli oldalán található, téglalap alaprajzú volt. A templom falai a déli oldalon jobban megőrződtek. Ebből nyilvánvaló, hogy a hajót csúcsíves dongaboltozat fedte. A szentély falai kevésbé maradtak fenn, így a boltozatnak nincs nyoma, csak a déli falon találunk egy kis üvegtelen ablakot. A szentély a hajóhoz képest excentrikusan helyezkedik el, úgy, hogy mindkettő a kolostor falsíkjának támaszkodik. Ez az elrendezés megfelel a kolostor későbbi templomhoz csatolásának és egyszerűsíti a kolostor felépítését.